# Golfo del Benin
Il golfo del Benin è un golfo della costa atlantica dell'Africa. Si trova all'interno del più grande golfo di Guinea, e ha un'ampiezza complessiva di circa 640 km e una lunghezza di 300. 
Sul golfo del Benin si affacciano il Ghana, il Togo, il Benin e la Nigeria.
L'estremità occidentale, in Ghana, prende il nome di capo Three Points; quella orientale si trova in corrispondenza del delta del fiume Niger, in Nigeria. Fra le principali città del golfo si possono citare (da est a ovest):
- Sekondi-Takoradi (Ghana)
- Accra (Ghana)
- Lomé (Togo)
- Cotonou (Benin)
- Lagos (Nigeria)